# Mistrzostwa Europy w Lekkoatletyce 1969 – bieg na 200 m mężczyzn

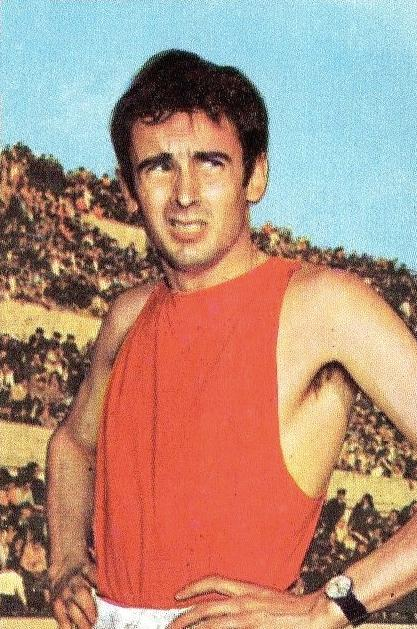
Philippe Clerc

Bieg na dystansie 200 metrów mężczyzn był jedną z konkurencji rozgrywanych podczas IX Mistrzostw Europy w Atenach. Biegi eliminacyjne zostały rozegrane 18 września, biegi półfinałowe 19 września, a bieg finałowy 20 września 1969 roku. Zwycięzcą tej konkurencji został reprezentant Szwajcarii Philippe Clerc. W rywalizacji wzięło udział dwudziestu jeden zawodników z siedemnastu reprezentacji.

## Rekordy
| Rekord świata     | Tommie Smith (USA)   | 19,8 | Meksyk, Meksyk      | 16.10.1968 |
| Rekord Europy     | Philippe Clerc (SUI) | 20,3 | Zurych, Szwajcaria  | 04.07.1969 |
| Rekord mistrzostw | Owe Jonsson (SWE)    | 20,7 | Belgrad, Jugosławia | 16.09.1962 |

## Wyniki

### Eliminacje
Bieg 1
| Miejsce | Zawodnik                 | Czas | Uwagi |
| ------- | ------------------------ | ---- | ----- |
| 1       | Ladislav Kříž            | 21,4 | Q     |
| 2       | Predrag Križan           | 21,6 | Q     |
| 3       | Philippe Clerc           | 21,7 | Q     |
| 4       | José Barceló de Carvalho | 21,8 | Q     |
| 5       | Emile Jung               | 22,2 |       |

Bieg 2
| Miejsce | Zawodnik            | Czas | Uwagi |
| ------- | ------------------- | ---- | ----- |
| 1       | Pasqualino Abeti    | 21,4 | Q     |
| 2       | Hansruedi Wiedmer   | 21,4 | Q     |
| 3       | Jiří Kynos          | 21,4 | Q     |
| 4       | Dave Dear           | 21,6 | Q     |
| 5       | Jeorjos Mikelidis   | 21,8 |       |
| 6       | Trendafił Terzijski | 21,8 |       |

Bieg 3
| Miejsce | Zawodnik            | Czas | Uwagi |
| ------- | ------------------- | ---- | ----- |
| 1       | Nikołaj Iwanow      | 21,6 | Q     |
| 2       | Axel Nepraunik      | 21,7 | Q     |
| 3       | Hermann Burde       | 21,7 | Q     |
| 4       | László Mihályfi     | 21,8 | Q     |
| 5       | Ole Bernt Skarstein | 21,9 |       |

Bieg 4
| Miejsce | Zawodnik            | Czas | Uwagi |
| ------- | ------------------- | ---- | ----- |
| 1       | Zenon Nowosz        | 21,2 | Q     |
| 2       | Philippe Guillet    | 21,3 | Q     |
| 3       | Hans-Jürgen Bombach | 21,3 | Q     |
| 4       | Luděk Bohman        | 21,4 | Q     |
| 5       | Ossi Karttunen      | 21,4 |       |

### Półfinały
Półfinał 1
| Miejsce | Zawodnik         | Czas | Uwagi |
| ------- | ---------------- | ---- | ----- |
| 1       | Philippe Clerc   | 20,9 | Q     |
| 2       | Zenon Nowosz     | 20,9 | Q     |
| 3       | Hermann Burde    | 21,0 | Q     |
| 4       | Pasqualino Abeti | 21,1 | Q     |
| 5       | Luděk Bohman     | 21,1 |       |
| 6       | Predrag Križan   | 21,2 |       |
| 7       | Ladislav Kříž    | 21,3 |       |
| 8       | László Mihályfi  | 21,5 |       |

Półfinał 2
| Miejsce | Zawodnik                 | Czas | Uwagi |
| ------- | ------------------------ | ---- | ----- |
| 1       | Hans-Jürgen Bombach      | 21,2 | Q     |
| 2       | Jiří Kynos               | 21,2 | Q     |
| 3       | Philippe Guillet         | 21,2 | Q     |
| 4       | Hansruedi Wiedmer        | 21,4 | Q     |
| 5       | Axel Nepraunik           | 21,5 |       |
| 6       | Dave Dear                | 21,5 |       |
| 7       | Nikołaj Iwanow           | 21,6 |       |
| –       | José Barceló de Carvalho | DNS  |       |

### Finał
| Miejsce | Zawodnik            | Czas  | Uwagi |
| ------- | ------------------- | ----- | ----- |
| 1       | Philippe Clerc      | 20,70 | CR    |
| 2       | Hermann Burde       | 20,94 |       |
| 3       | Zenon Nowosz        | 20,96 |       |
| 4       | Hans-Jürgen Bombach | 21,07 |       |
| 5       | Jiří Kynos          | 21,09 |       |
| 6       | Hansruedi Wiedmer   | 21,14 |       |
| 7       | Pasqualino Abeti    | 21,18 |       |
| 8       | Philippe Guillet    | 21,22 |       |